# Pireneitega armeniaca
Pireneitega armeniaca là một loài nhện trong họ Amaurobiidae.
Loài này thuộc chi Pireneitega. Pireneitega armeniaca được Paolo Marcello Brignoli miêu tả năm 1978.